# Střelec (znamení)

Znamení Střelce

Střelec je deváté astrologické znamení zvěrokruhu mající původ v souhvězdí Střelce. V astrologii je Střelec považován za pozitivní (extrovertní) znamení.[zdroj⁠?!] Je ohnivým znamením. Střelec je ovládán planetou Jupiter.[zdroj?]
V západní astrologii je Slunce v konstelaci Střelce zhruba od 22. listopadu do 22. prosince. V sideralistické astrologii je v ní zhruba od 13. prosince do 6. ledna.